# Сартаки
Сартаки (телеут. Пилкоп) — упразднённая деревня в Беловском районе Кемеровской области. Входила в состав Заринского сельсовета.

## География
Деревня Сартаки была расположена в северной части Беловского района на реке Уроп.
В настоящее время территория бывшей деревни находится на землях одноимённого разреза.
Центральная часть бывшего населённого пункта была расположена на высоте 225 метров над уровнем моря.

## История
Согласно губернской реформе 1775 года вошла в состав Мунгатской слободы.
До 1917 года входила в состав Мунгатской волости Кузнецкого уезда Томской губернии. Официально называлась Сартакова. Тогда же деревня имела параллельное название Вилки, которое со временем было забыто.
До 1932 года деревня Сартаки входила в состав сельской местности Ленинск-Кузнецкого горисполкома. В том же году вошла в состав Беловского района.
До 1964 года входила в Сартаковский сельский совет. Постановлением Кемеровского облисполкома (сельского) № 256 от 23 июня 1964 года Сартаковский сельсовет был упразднён. Входившая в его состав деревня Сартаки была передана в состав Моховского сельсовета.
Решением Кемеровского облисполкома № 74 от 16 марта 1987 года вошла в состав вновь образованного Заринского сельсовета.
Законом Кемеровской области № 6-ОЗ от 8 апреля 1997 года деревня Сартаки была упразднена и исключена из списка учётных данных.
В деревне были восьмилетняя школа, клуб, библиотека, медпункт, отделение связи, маслозавод, отделение совхоза «Моховский».

## Население
Жители деревни Сартаки были переселены в сёла Заринское, Старопестерево, Менчереп и город Белово.
| 1859 | 1893 | 1911 | 1920 | 1968 | 1997 |
| ---- | ---- | ---- | ---- | ---- | ---- |
| 242  | 370  | 420  | 1505 | 972  | 0    |